# کشتار (فیلم)
کشتار دوباره (به انگلیسی: Re-Kill) یک فیلم اکشن و ترسناک آمریکایی محصول سال ۲۰۱۵ به کارگردانی والری میلف و نویسندگی مایکل هرست است. اسکات ادکینز، بروس پین، و دنیلا آلونسو به عنوان اعضای گروه شبه نظامی که وظیفه شکار و نابود کردن زامبی‌ها را پس از شیوع بیماری دارند، بازی می‌کنند.

## داستان
پنج سال از شیوع یک بیماری خطرناک که تقریباً ۸۵ درصد جهان را دربر گرفته است، می‌گذرد. اما هنوز جنگ میان نیروهای بیگانه‌ها و انسان‌ها در جریان است. اکثر شهرهای بزرگ همچنان غیرقابل سکونت هستند و چند شهر قابل سکونتی هم که باقی مانده‌اند، تبدیل به بخش‌های جداگانه‌ای به نام قلمرو شده‌اند که توسط نیروهای محافظ و تیم‌های ضربت اداره می‌شوند و…

## ساخت
فیلمبرداری اصلی در ژوئیه ۲۰۱۰ در صوفیه، بلغارستان آغاز شد.